# 안도 유야
안도 유야(일본어: 安藤 優也, 1977년 12월 27일 ~ )는 일본의 전 프로 야구 선수이며, 현재 센트럴 리그인 한신 타이거스의 2군 육성코치이다.

## 인물

### 프로 입단 전
오이타현 오이타시 출신으로 초등학교와 중학교 후배는 뎃페이가 있다. 오이타 현립 오이타오기노다이 고등학교 시절에는 팀이 소속 현 대회에서 8강에 진출하는 등의 최고 성적을 기록하면서 자신도 무명의 존재였다.
호세이 대학 시절인 2학년 때 게이오기주쿠 대학의 다카하시 요시노부에게 지금까지 다부치 고이치가 갖고 있던 도쿄 6대학 리그 통산 홈런 기록을 깨는 23개째의 홈런을 허용하면서 갑작스런 오른쪽 어깨 부상도 있어 대학 시절 통산 7승 4패의 성적을 기록했다. 대학 졸업 후 오이타 은행에 취직하면서 연식 야구팀에서 활동할 예정이었지만 대학 시절 동창(현재의 부인)의 권유도 있어 결국 사회인 야구팀인 토요타 자동차에 입사했다. 토요타 자동차 시절에는 최고 속도 150km/h의 직구를 던지는 우완 투수로서 두각을 나타내는 등 제71회 도시 대항 야구 대회와 제72회 도시 대항 야구 대회에 2년 연속 출전, 2001년의 IBAF 월드컵 일본 대표팀 선수로도 발탁되었다. 2001년 가을에 있은 프로 야구 드래프트 회의에서는 대학 후배이자 배터리를 짜고 있던 아사이 료와 함께 자유 획득 범위로 한신 타이거스에 입단했다.

### 프로 입단 후

#### 2002년 ~ 2004년
2002년은 4월 14일의 요코하마 베이스타스전에서 데뷔 첫 승리를 거뒀지만 그 후에는 부진으로 인해 시즌 3승에 그쳤다. 다음해인 2003년에는 중간 계투로 전향, 같은 해 한신에 이적한 이라부 히데키의 조언도 있어 1군에 정착하는 등 같은 중간 계투 보직을 맡고 있는 제프 윌리엄스와 함께 활약했다. 2004년에는 아테네 올림픽의 일본 국가대표팀 선수로 발탁되어 출전했다.

#### 2005년
오카다 아키노부 감독의 의향과 본인의 희망에 따라 선발 투수로 다시 전향했다. 투구 폼을 2단 모션으로부터 1단으로 변경하는 등 시즌 11승을 기록함과 동시에 규정 투구 횟수도 채웠고 리그 1위인 승률 6할 8푼 8리를 기록하여 팀의 리그 우승에 기여했다.

#### 2006년
선발 투수로 시작했지만 초반에 급성 편도선염으로 등록이 말소되는 등 그 구보타 도모유키의 이탈에 의한 투수진 재편으로 일단 중간 계투로 변경되었다. 여름이 시작되면서 다시 선발 로테이션에 복귀해 9월 3일 요코하마전에서는 프로 첫 완봉 승리를 달성하는 등 2년 연속으로 두 자릿수 승리를 기록했다.

#### 2007년
춘계 스프링 캠프에서 오른쪽 다리에 부상을 당해 출발이 늦어졌고 그 후 오른쪽 어깨에도 통증을 일으키는 등 2군에서의 조정은 장기간 계속되었다. 8월 28일에 중간 계투로서 시즌 첫 등판을 했고 그 후 선발로 복귀했지만 종반에 3연패를 당한 등 부진을 겪게되었다.

#### 2008년
시범 경기에서 호조를 유지하는 등 3월 28일의 요코하마전에서 본인으로서는 처음으로 개막전 선발 투수를 맡아 5이닝 2실점을 기록하면서 승리 투수가 되었다. 그 해의 득점 지원율 5.79는 양대 리그 최고 기록을 세웠고 타선의 지원에도 풍족해 2008년 시즌을 통해 선발의 일원으로서 활약, 팀내에서는 최다이자 개인 신기록이 되는 13승을 올렸다.

#### 2009년
그 해에 개막전 선발 투수를 맡아 선발 로테이션의 일각으로서 활약했다. 그러나 4월 29일의 요코하마전에서 1이닝 6실점(개인 최다)을 기록하면서 시즌을 통해 전체적으로 컨디션이 오르지 않았다. 호투를 해도 팀 타선이 막히는 불운(대타 작전에서 전부 실패하는 등)도 있어 9월 1일의 선발로 등판하여 승리 투수가 된 것을 마지막으로 승리에서 멀어져, 8승 12패의 성적을 기록하는 등 시즌을 마감했다.

#### 2010년
시즌 개막을 향한 마지막 조정이었던 3월 20일의 시범 경기에서는 1이닝 7개의 피안타를 기록하며 6실점을 허용, 제구력에 대한 불안을 남긴 채 3년 연속으로 개막전 선발 투수를 맡게 되었다. 그 해 3월 26일의 개막전(대 요코하마)에서도 경기 초반부터 실점을 계속 허용하는 불안한 투구를 보였다. 결국 5이닝 3실점이면서도 한신의 반격에 의해 겨우 승리 투수가 되었지만 이후의 등판에서도 제구력 난조가 계속되어 4경기 연속으로 상대 팀의 타선에 막혀 개막전 이후 승리를 올리지 못한 채 4월 26일부로 2군에 강등되었다.
시즌 중반에는 1군에 복귀하면서 선발과 중간 계투 모든 형태로 등판했지만 7월 8일의 도쿄 야쿠르트 스왈로스전에서는 1이닝 7실점(개인 최다 기록을 경신)으로 투구 내용은 호전되지 않았고 8월에는 2군에 다시 강등되었다. 시즌 종반에는 오른쪽 어깨 부상을 당하는 등 투구회를 크게 웃도는 피안타를 허용해 평균자책점 7.27, WHIP 1.77을 남겨 프로 데뷔 후 최악의 성적을 기록했다.

#### 2011년
오른쪽 어깨 부상의 영향도 있어 시범 경기와 정규 시즌 모두 2군에서 시즌을 보내게 되었다. 2군에서의 호투가 인정되면서 1군에 승격한 이후인 6월 12일의 사이타마 세이부 라이온스전에서 선발로 등판하였지만 구위력 부족과 보크가 있어 2이닝만에 3실점을 기록하며 조기 강판되었고 1군 등록에서 말소되었다. 결국 1군 등판은 이 경기 뿐이고 프로 데뷔 후 처음으로 단 한 번도 승리를 기록하지 못한 채 시즌을 마쳤다.

## 출신 학교
- 오이타 현립 오이타오기노다이 고등학교
- 호세이 대학

## 선수 경력
사회인 시대
- 토요타 자동차

프로팀 경력
- 한신 타이거스(2002년 ~ 2016년)

기타 경력
- 한신 타이거스 2군 육성코치(2017년 ~ )

국가 대표 경력
- 아테네 올림픽 일본 국가대표팀(2004년)

## 수상·타이틀 경력

### 타이틀
- 최고 승률(당시는 타이틀이 아님) : 1회(2005년) ※센트럴 리그에서는 1972년까지 타이틀로 제정됨.

### 수상
- 월간 MVP : 1회(2006년 9월)

### 국제 대회
- 아테네 올림픽 동메달(2004년)

## 개인 기록
- 첫 등판·첫 선발 : 2002년 4월 7일, 대 야쿠르트 스왈로스 전(메이지 진구 야구장)
- 첫 승리·첫 선발 승리 : 2002년 4월 29일, 대 주니치 드래건스 전(한신 고시엔 구장)
- 첫 세이브 : 2003년 5월 3일, 대 야쿠르트 스왈로스 전(한신 고시엔 구장)
- 첫 완투 : 2005년 7월 28일, 대 요미우리 자이언츠 전(도쿄 돔)
- 첫 완봉 : 2006년 9월 3일, 대 요코하마 베이스타스 전(요코하마 스타디움)

## 등번호
- 16(2002년 ~ 2016년)
- 86(2017년 ~ )

## 연도별 성적
| 연도      | 소속      | 등 판 | 선 발 | 완 투 | 완 봉 | 무 볼 넷 | 승 리 | 패 전 | 세 이 브 | 홀 드 | 승 률 | 타 자 | 투 구 회 | 피 안 타 | 피 홈 런 | 볼 넷 | 고의 사구 | 死 구 | 탈 삼 진 | 폭 투 | 보 크 | 실 점 | 자 책 점 | 평균 자책점 | WHIP |
| --------- | --------- | ----- | ----- | ----- | ----- | -------- | ----- | ----- | -------- | ----- | ----- | ----- | -------- | -------- | -------- | ----- | --------- | ----- | -------- | ----- | ----- | ----- | -------- | ----------- | ---- |
| 2002년    | 한신      | 17    | 8     | 0     | 0     | 0        | 3     | 5     | 0        | --    | .375  | 253   | 59.2     | 51       | 7        | 22    | 0         | 3     | 40       | 5     | 1     | 31    | 25       | 3.77        | 1.22 |
| 2003년    | 한신      | 51    | 0     | 0     | 0     | 0        | 5     | 2     | 5        | --    | .714  | 245   | 61.0     | 44       | 2        | 19    | 2         | 1     | 60       | 1     | 0     | 11    | 11       | 1.62        | 1.03 |
| 2004년    | 한신      | 57    | 0     | 0     | 0     | 0        | 5     | 8     | 5        | --    | .385  | 254   | 60.1     | 53       | 10       | 20    | 0         | 3     | 72       | 1     | 0     | 25    | 24       | 3.58        | 1.21 |
| 2005년    | 한신      | 24    | 23    | 3     | 0     | 2        | 11    | 5     | 0        | 0     | .688  | 592   | 146.0    | 142      | 15       | 25    | 0         | 7     | 119      | 2     | 0     | 56    | 55       | 3.39        | 1.14 |
| 2006년    | 한신      | 31    | 20    | 2     | 1     | 0        | 10    | 3     | 0        | 3     | .769  | 546   | 129.0    | 139      | 7        | 31    | 1         | 4     | 103      | 5     | 1     | 52    | 48       | 3.35        | 1.32 |
| 2007년    | 한신      | 8     | 6     | 0     | 0     | 0        | 2     | 3     | 0        | 1     | .400  | 141   | 33.0     | 30       | 4        | 14    | 2         | 1     | 17       | 1     | 0     | 17    | 16       | 4.36        | 1.33 |
| 2008년    | 한신      | 25    | 25    | 2     | 0     | 1        | 13    | 9     | 0        | 0     | .591  | 656   | 154.2    | 158      | 8        | 41    | 2         | 8     | 111      | 2     | 1     | 57    | 55       | 3.20        | 1.29 |
| 2009년    | 한신      | 28    | 28    | 2     | 0     | 0        | 8     | 12    | 0        | 0     | .400  | 714   | 164.0    | 180      | 18       | 51    | 6         | 6     | 97       | 5     | 1     | 80    | 71       | 3.90        | 1.41 |
| 2010년    | 한신      | 19    | 9     | 0     | 0     | 0        | 2     | 3     | 0        | 0     | .400  | 246   | 52.0     | 78       | 9        | 14    | 1         | 0     | 31       | 4     | 1     | 45    | 42       | 7.27        | 1.77 |
| 2011년    | 한신      | 1     | 1     | 0     | 0     | 0        | 0     | 0     | 0        | 0     | ----  | 12    | 1.2      | 5        | 0        | 2     | 0         | 0     | 1        | 0     | 1     | 3     | 3        | 16.20       | 4.20 |
| 2012년    | 한신      | 13    | 13    | 0     | 0     | 0        | 3     | 7     | 0        | 0     | .300  | 310   | 73.1     | 78       | 6        | 15    | 0         | 1     | 42       | 2     | 1     | 36    | 33       | 4.05        | 1.27 |
| 2013년    | 58        | 0     | 0     | 0     | 0     | 4        | 2     | 1     | 23       | .667  | 219   | 51.1  | 53       | 1        | 18       | 5     | 3         | 32    | 0        | 0     | 14    | 13    | 2.28     | 1.44        |      |
| 2014년    | 53        | 0     | 0     | 0     | 0     | 6        | 2     | 0     | 23       | .750  | 206   | 47.1  | 53       | 2        | 16       | 2     | 0         | 41    | 2        | 0     | 21    | 20    | 3.80     | 1.46        |      |
| 2015년    | 50        | 0     | 0     | 0     | 0     | 5        | 4     | 0     | 15       | .556  | 184   | 44.2  | 43       | 4        | 11       | 2     | 2         | 32    | 1        | 0     | 17    | 15    | 3.02     | 1.21        |      |
| 2016년    | 50        | 0     | 0     | 0     | 0     | 0        | 1     | 0     | 11       | .000  | 164   | 42.2  | 29       | 4        | 12       | 0     | 0         | 24    | 0        | 0     | 13    | 12    | 2.53     | 0.96        |      |
| 2017년    | 1         | 0     | 0     | 0     | 0     | 0        | 0     | 0     | 0        | ----  | 2     | 0.1   | 1        | 1        | 0        | 0     | 0         | 0     | 0        | 0     | 1     | 1     | 27.00    | 3.00        |      |
| NPB：17년 | NPB：17년 | 486   | 133   | 9     | 1     | 3        | 77    | 66    | 11       | *76   | .538  | 4744  | 1121.0   | 1137     | 98       | 311   | 23        | 39    | 822      | 31    | 7     | 479   | 444      | 3.56        | 1.29 |

- 2017년 기준, 굵은 글씨는 시즌 최고 성적.